# Marguerite-Yolande de Savoie
Pour les articles homonymes, voir Marguerite de Savoie.
Marguerite-Yolande de Savoie, née le 15 novembre 1635 à Turin, morte le 29 avril 1663 à Parme, est princesse de Savoie. Par son mariage avec Ranuce II Farnèse, elle devient Duchesse de Parme.

## Famille
Elle est le cinquième enfant de  Victor-Amédée Ier (1587-1637), duc de Savoie et prince de Piémont et de Christine de France (1606-1663.
Par son père, elle est la petite-fille de Charles-Emmanuel Ier, duc de Savoie et prince de Piémont, et de Catherine-Michelle d'Espagne.
Par sa mère, elle est la petite-fille de Henri IV de France et de Marie de Médicis.
Elle est la sœur de Henriette-Adélaïde de Savoie, François-Hyacinthe, Charles-Emmanuel II, futur duc de Savoie et de Louise-Christine de Savoie.
Elle a notamment comme cousins Louis XIV, Marie-Thérèse d'Autriche et Henriette d'Angleterre. 

## Biographie

### Jeunesse

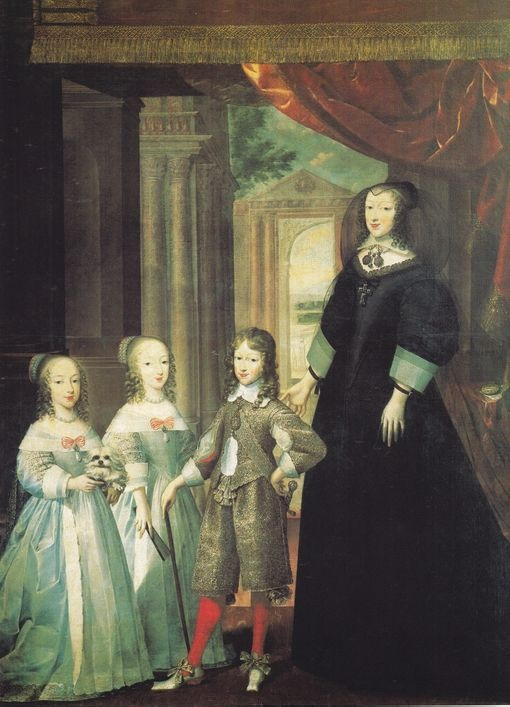
Marguerite-Yolande (la plus grande des filles) avec sa sœur Henriette-Adélaïde de Savoie, son frère Charles-Emmanuel II et sa mère Christine de France.

Elle est née au Château du Valentino dans le duché de Savoie, que sa famille dirige depuis 1416.
Son père décède en octobre 1637, alors qu'elle n'a que deux ans. Son frère aîné, le prince François-Hyacinthe, lui succède en tant que duc de Savoie. Sa mère devient donc régente de Savoie.
Durant l'enfance de Marguerite-Yolande, ses deux oncles, le prince Maurice de Savoie et le jeune frère de celui-ci, le prince Thomas de Savoie-Carignan, se disputent le pouvoir avec Christine de France, qui mène une politique francophile, ce qui leur déplaît fortement.
La première de ses sœurs et frères  à se marier est sa sœur aînée la princesse Louise-Christine de Savoie qui épouse leur oncle  Maurice de Savoie en 1642. Sa sœur cadette, Henriette-Adélaïde de Savoie, épouse en 1650 Ferdinand-Marie, électeur de Bavière. 
La mère de Marguerite-Yolande commence donc à communiquer avec la France afin d'obtenir un mariage entre sa fille et le jeune Louis XIV, cousin germain de Marguerite-Yolande. Le père de Louis XIV, Louis XIII, était le frère aîné de Christine.

### «Fiançailles»  françaises
Marguerite-Yolande et la Cour de Savoie entrent alors en concurrence avec la Cour espagnole qui avait présenté l'infante Marie-Thérèse d'Autriche à Louis XIV. L'infante d'Espagne était une fille d' Élisabeth de France , une autre sœur de Louis XIII et de Christine. 
Mais l'Espagne tarde à commencer les négociations pour le mariage, alors pour obliger Philippe IV à donner sa fille en mariage au roi de France, Mazarin feint de marier le roi à Marguerite-Yolande. La fiancée est conviée à se rendre à Lyon pour retrouver la Cour de France, qui se rend par étapes en Provence et en Languedoc. De Paris à Lyon, il y a un mois de route (du 26 octobre au 24 novembre 1658), et faisant partie du voyage, la reine mère Anne d'Autriche (1601-1666), le cardinal Mazarin et la belle Marie Mancini.
À Lyon, la cour savoyarde arrive enfin et les Français sont impressionnés par l'apparence de Marguerite-Yolande,  malgré sa peau jugée trop bronzée, et son teint olivâtre. Ils observent qu'elle est calme. Le jeune Louis, âgé d'une vingtaine d'années, en la voyant, la considère avec sympathie et dira que sa promise n’est pas si mal que cela.
À peine les conversations préliminaires du mariage savoyard entamées, Antoine Pimentel, marquis de Tábara (Espagne), envoyé secret du roi d’Espagne, survient.  Mazarin simule un profond étonnement, accueille l'ambassadeur officieux par ces paroles : «...Monsou Pimentel, vous êtes chassé de chez vous ou vous nous apportez la paix et le mariage… », le diplomate s'explique : « …le mariage savoyard n’est pas digne du roi de France, Philippe IV roi d’Espagne propose sa fille, l’infante Marie-Thérèse qui a toutes les qualités pour devenir l’épouse de Louis XIV… ». Les pourparlers avec la cour de Savoie sont rompus.
Ce fut une humiliation pour la Cour de Savoie, mais Christine de France reçut une compensation de 100 000 livres par Anne d'Autriche.

### Mariage

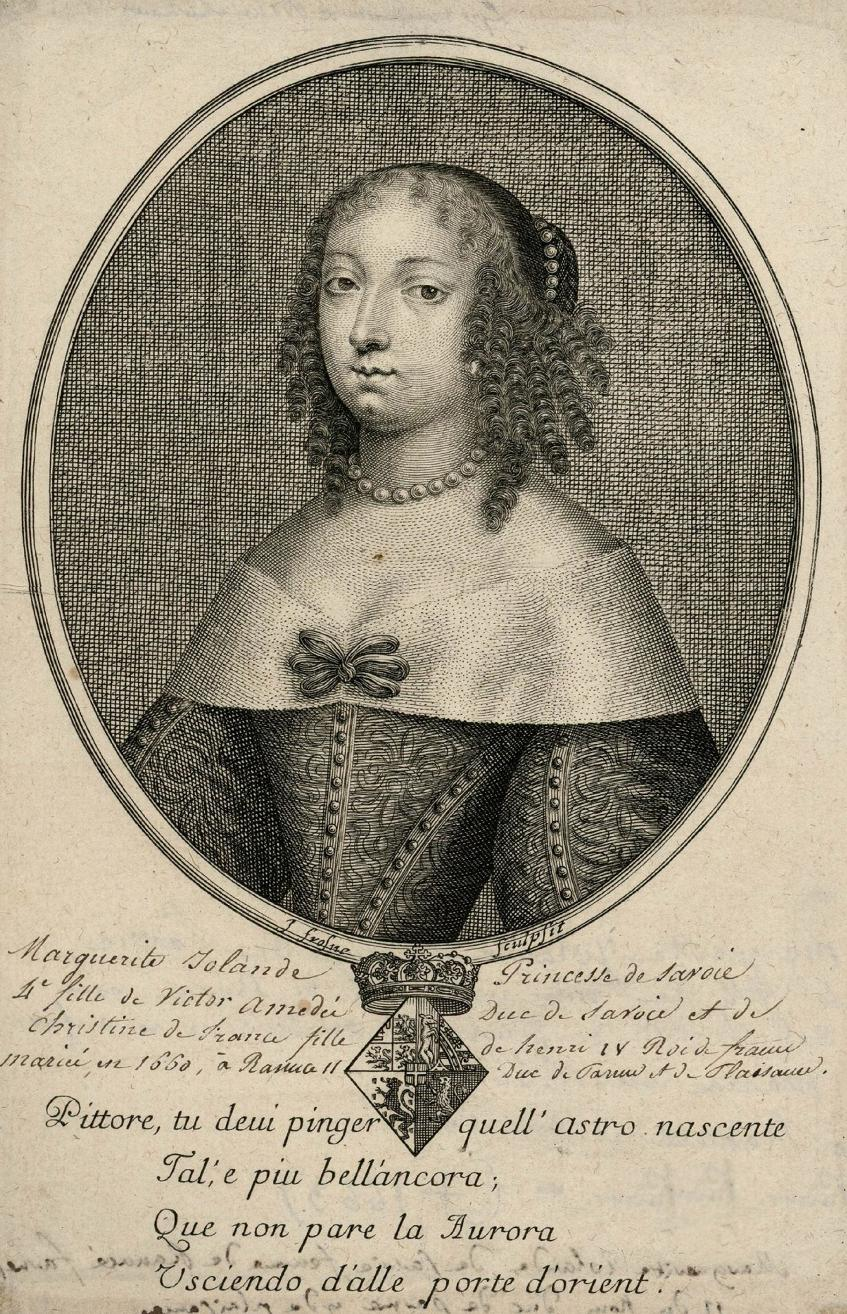
Marguerite-Yolande en 1660, première épouse de Ranuce II Farnèse

Après être restée célibataire depuis les négociations avec la France, elle épouse finalement le 29 avril 1660 Ranuce II Farnèse (1630 - † 1694) (Ranuccio II de Parme) sixième duc de Parme et duc de Plaisance, un Farnèse. La nouvelle duchesse de Parme est accueillie avec des grandes fêtes, comme le veut la coutume des Farnèse.
A Parme, elle est décrite comme étant une femme pieuse d'une grande beauté qui adore aller la chasse, notamment la chasse au renard.
En cadeau, Ranuce II Farnèse lui offre le Palazzo Ducale, Marguerite-Yolande fait alors faire des travaux d'aménagement. Elle accouche d'une fille mort née le 14 décembre 1661. Deux ans plus tard la duchesse de Parme retombe enceinte et accouche le 27 avril 1663 d'un garçon qui mourra trois jours après sa naissance.

### Décès
La princesse Marguerite-Yolande de Savoie décède des suites de son accouchement deux jours plus tard le  29 avril 1663 à l'âge de 27 ans. Sa dépouille est inhumée en la basilique Santa Maria della Steccata  à Parme, avec celles de 11 autres princesses et duchesses et de 14 princes et ducs de la famille Farnèse.
Après sa mort, son mari épouse en secondes noces Isabelle d'Este (1635–1666) qui lui donnera trois enfants dont seuls Marguerite-Marie Farnèse et Édouard II Farnèse survivront à l'enfance. Il sera d'ailleurs le père de la future Élisabeth Farnèse, qui deviendra reine d'Espagne. Le duc de Parme se remariera une troisième fois avec la sœur de sa deuxième épouse, Maria d'Este. Elle lui donnera deux fils dont Antoine Farnèse, qui mourra en 1731 et qui sera le dernier duc de Parme, n'ayant pas réussi à assurer une descendance. 

## Portraits
Bien que Marguerite-Yolande soit morte assez jeune, elle a été peinte de nombreuses fois, notamment lorsqu'elle est devenue duchesse de Parme.

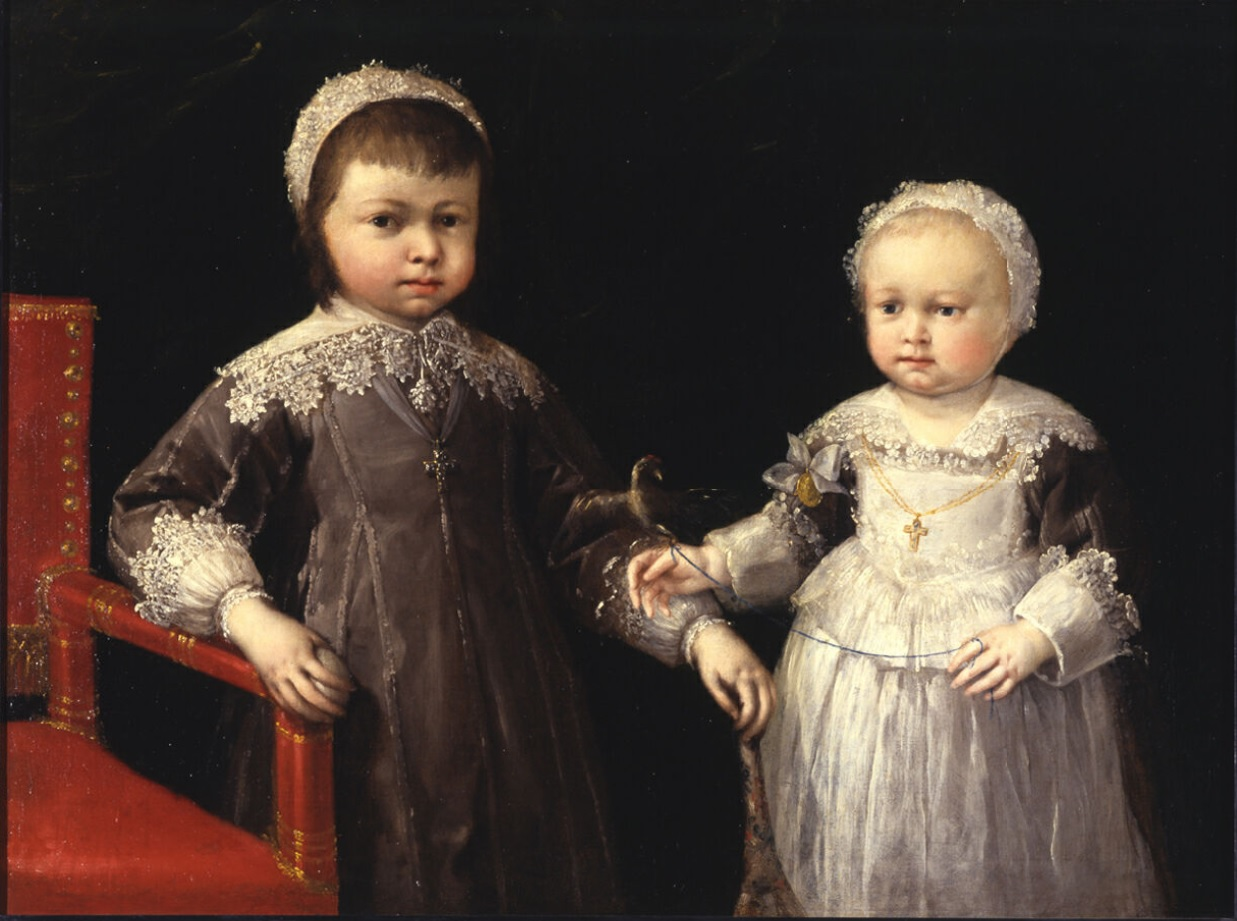
Le futur Charles-Emmanuel II avec sa sœur Marguerite-Yolande de Savoie, par Francesco del Cairo (1607-1665).
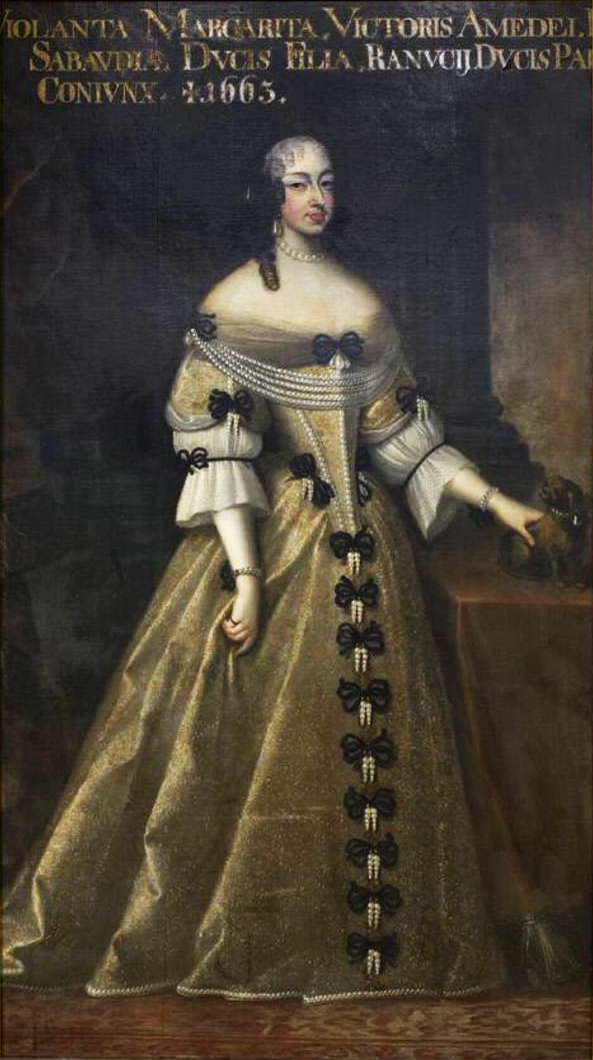
Tableau de Marguerite-Yolande de Savoie en Duchesse de Parme par un artiste inconnu.
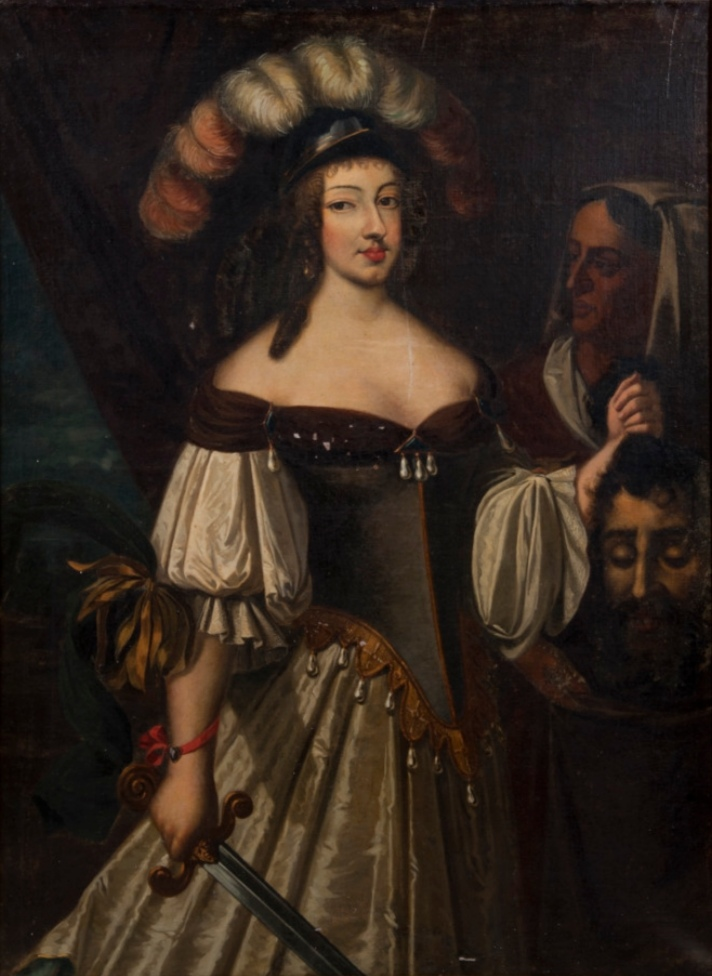
Portrait de Marguerite-Yolande de Savoie en La_Giuditta.
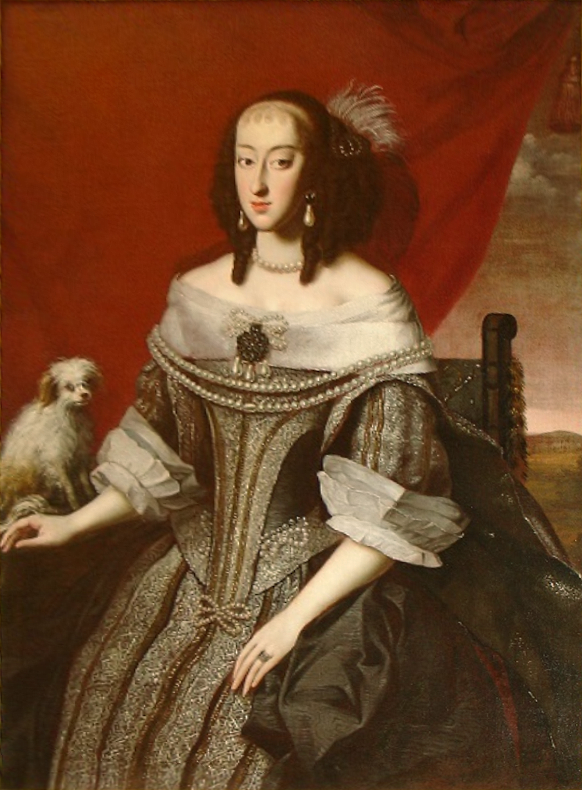
Marguerite-Yolande de Savoie.
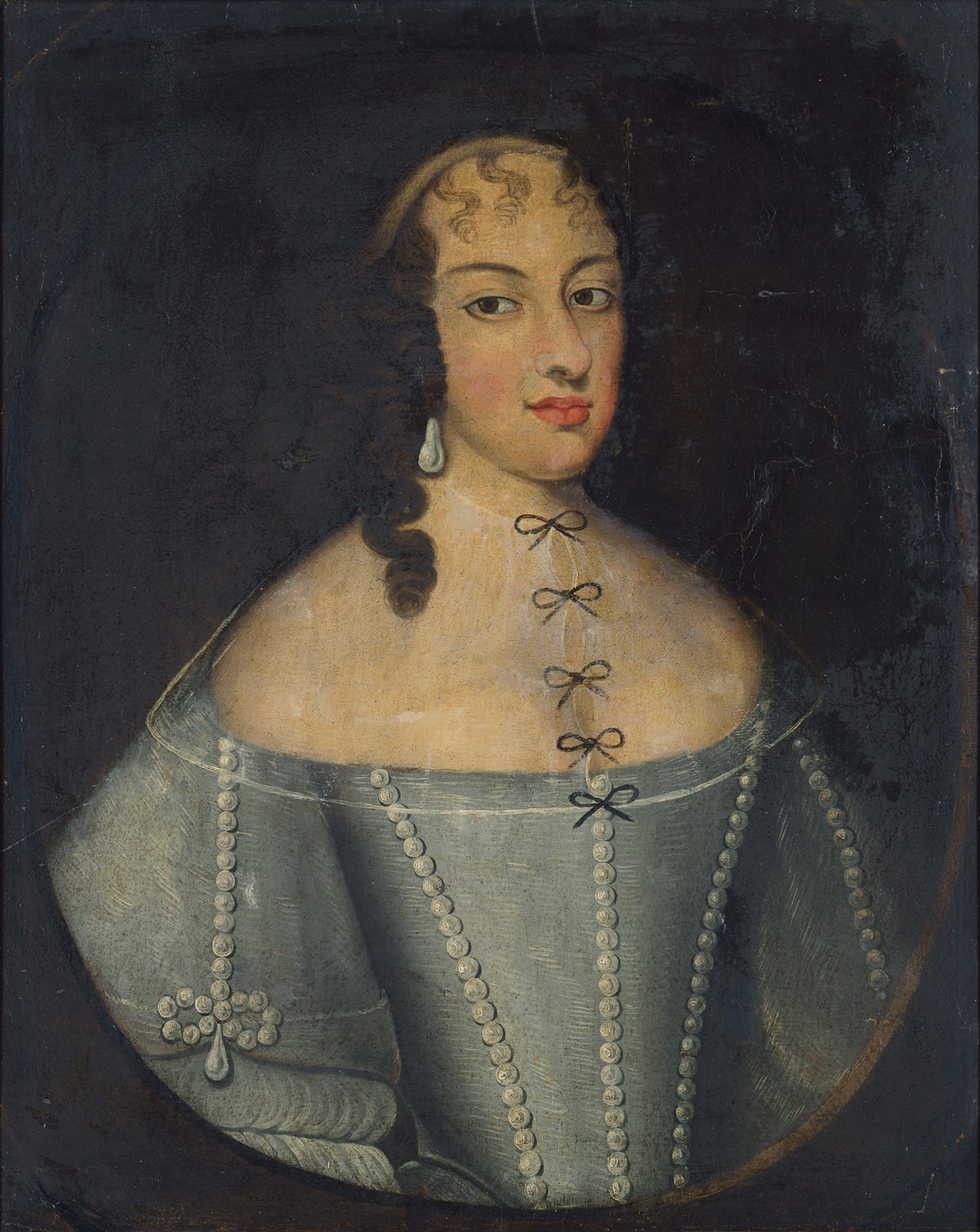
Marguerite-Yolande de Savoie, duchesse de Parme, par une école italienne.

## Descendance
Elle n’aura avec son mari que deux enfants qui mourront à la naissance :
1. une fille, mort-née le 14 décembre 1661.
2. un garçon, né le 27 avril 1663, décédé le 30 avril 1663.